# Sundochernes gressitti
Espèce
Sundochernes gressitti est une espèce de pseudoscorpions de la famille des Chernetidae.

## Distribution
Cette espèce est endémique des Palaos.

## Description
La femelle holotype mesure 2 mm.

## Étymologie
Cette espèce est nommée en l'honneur de Judson Linsley Gressitt.

## Publication originale
- Beier, 1957 : Pseudoscorpionida. Insects of Micronesia, vol. 3, p. 1-64 (texte intégral).